# Institut de socio-économie des entreprises et des organisations
L'Institut de Socio-Économie des Entreprises et des Organisations (ISEOR) est un centre de recherche français fondé en 1975, à caractère scientifique, spécialisé dans la recherche en management, l'évolution des entreprises et des organisations et de leurs pathologies managériales, les activités de conseil aux entreprises, et les méthodologies d'intervention de conseil en entreprise.

## Présentation
L’équipe de l’ISEOR est constituée de 125 chercheurs dans le monde entier, dont une quarantaine en France, et de plus de 600 enseignants et chercheurs. Elle pratique la «recherche-intervention» dans les entreprises et les organisations : certains de ses membres interviennent en prestation de conseil, dite consultance scientifique, facturés en tant que tels, et en formateurs, pour des entreprises, du secteur privé ou du secteur public.
Le modèle de fonctionnement de l'ISEOR repose sur trois axes : l'intervention en entreprise, la formation en entreprise et la publication scientifiques sur base de communications à des congrès, d'articles publiés dans des revues à comité de lecture et d'ouvrages. Le processus d'intervention, dit "intervention socio-économique", a pour objet l'accompagnement d'entreprises et organisations au changement selon quatre phases : un diagnostic des dysfonctionnements organisationnels, un groupe de projet d'amélioration, la mise en oeuvre des solutions retenues et une dernière phase d'évaluation des changements apportés.

## Historique
L'Institut a été fondé en 1975 par Henri Savall, professeur émérite à l'Université Lumière-Lyon-II et à l’université Lyon III Jean Moulin,. Situé à Écully, à proximité de Lyon, l'ISEOR s'est développé autour de l'analyse des dysfonctionnements organisationnels et des solutions d'amélioration au sein d'environ 2000 entreprises et organisations de toutes tailles, en particulier en France, en Belgique, au Mexique et aux États-Unis.
Le modèle de financement de l'institut, reposant sur la contribution directe des entreprises et des organisations, est inédit dans le paysage de la recherche française en sciences de gestion. Le fait d'associer une activité de recherche et des interventions de conseil, et de le revendiquer, a participé à la notoriété de cet institut. Mais ceci a également été débattu au sein de la communauté scientifique : bien que cette pratique ne soit pas nouvelle parmi les universitaires, elle se fait souvent de façon plus discrète. « En 1988, le CNRS a rayé sans motif le centre de recherche que je dirige (l'ISEOR) de la liste des laboratoires associés » indique Henri Savall au journal Le Monde en 1990, « On m'a, je pense, surtout reproché d'avoir prôné le conseil comme mode de recherche privilégié et d'avoir développé des contrats avec les entreprises, qui assurent notre indépendance financière. ». Et il précise : « Nous sommes pris entre les particularismes de notre métier, qui exigent que nous ayons des contacts avec l'entreprise, et l'appartenance au corps des fonctionnaires ».
Fin 2019, est créée la Fondation Henri Savall-ISEOR placée sous l’égide de la Fondation de France. Elle a pour objectif "la promotion et la diffusion des bonnes pratiques de management prenant en compte l’intérêt général et le bien commun dans un monde incertain et en profonde mutation. La Fondation remettra chaque année des prix dans 4 catégories : entreprises et organisations, experts-comptables, collectivités territoriales, chercheurs et laboratoires de recherche. La première édition des prix de la Fondation a lieu en 2021.

## Principaux thèmes de recherche
Les travaux des chercheurs de l'ISEOR portent sur l'analyse de l'interaction entre les structures de l'entreprise (physiques, démographiques, mentales ...) et les comportements des individus qui les composent (comportements individuels, semi-collectifs, collectifs, de groupe ...). Selon Savall et Zardet, des dysfonctionnements naissent de ces interactions : conditions de travail, organisation du travail, communication-coordination-concertation, gestion du temps, formation et mise en œuvre de la stratégie. Ces dysfonctionnements perturbent les individus et génèrent des coûts-cachés : absentéisme, rotation excessive de personnel, accidents du travail et maladies professionnelles, défauts de qualité des produits et services, perte de productivité directe des activités. Selon les travaux de l'ISEOR, il est possible de diminuer l'impact de ces coûts-cachés en agissant sur le pilotage des activités et des personnes, sur la synchronisation entre les services et en impliquant l'ensemble de l'organisation (direction et personnel) dans des projets d'amélioration de la performance sociale (bien-être au travail) et économique (augmentation des résultats économiques).
Les principaux thèmes de recherche de l'ISEOR couvrent un éventail significatif et portent notamment sur le management, sur l'organisation du travail et la gestion du potentiel humain (stress, turn-over, suivi des performances et rémunérations, etc.) dans les entreprises ,, sur la mutation des organisations, sur l'évolution des conseils aux  entreprises,, sur l'appel aux sociétés de conseil par les entreprises, sur la tétranormalisation (normes comptables et financières, normes sociales, normes qualité, sécurité et environnement, normes commerciales et techniques), ou encore sur la responsabilité sociale de l'entreprise (RSE).